# Latulambrus occidentalis
Latulambrus occidentalis is een krabbensoort uit de familie van de Parthenopidae. De wetenschappelijke naam van de soort is voor het eerst geldig gepubliceerd in 1854 door Dana.